# 戈斯福德
戈斯福德（英語：Gosford）是澳大利亚新南威尔士州中海岸地区、位于布里斯本水域北岸的一座城市，與位於北方的首府－悉尼相距80公里。它与悉尼和纽卡斯尔有太平洋高速公路和悉尼-纽卡斯尔高速路相连；中海岸公路穿越過高士福的市中心。
戈斯福德，当地昵称为“戈西”（Gossie），位于悉尼盆地的东北部，位于传统的达金郡县。
该地区城市是中央海岸委员会的两个共享行政中心之一，与怀昂一起。戈斯福德是中央海岸地区的中央商务区，是新南威尔士州仅次于悉尼和纽卡斯尔的第三大城区。2016年，戈斯福德市议会和怀昂郡议会合并，组成了目前的中央海岸委员会行政机构，戈斯福德被视为新南威尔士州大都市战略下重要的中央商务区支柱。2016年，戈斯福德地区的人口为169,053人。

## 历史
在白人定居之前，戈斯福德周围的地区居住着主要是沿海居民的顾林凯族和居住在腹地的达金郡人。在新南威尔士州定居的早期阶段，布里斯班水域与霍克斯伯里河口周围的其他土地一起被探索。
1788年至1789年间，州长亚瑟·菲利普对戈斯福德进行了探索。该地区很难进入，1823年左右开始有人定居。到19世纪末，该地区的农业多样化，市场花园和柑橘园占据了木材采伐后留下的肥沃土壤。直到1850年，霍克斯伯里（Pittwater附近）和布里斯班水域之间的道路还是一条手推车轨道。
典型的早期殖民定居点，罪犯在戈斯福德地区生活和工作。1825年，戈斯福德的人口达到100人，其中50%是罪犯。
东戈斯福德是第一个定居中心。戈斯福德于1839年以第二代戈斯福德伯爵阿奇博尔德·艾奇逊的名字命名，阿奇博尔德·艾奇逊是时任新南威尔士州州长乔治·吉普斯的朋友。艾奇逊的头衔来源于北爱尔兰阿马郡马克希尔的一个小镇（分区）戈斯福德。

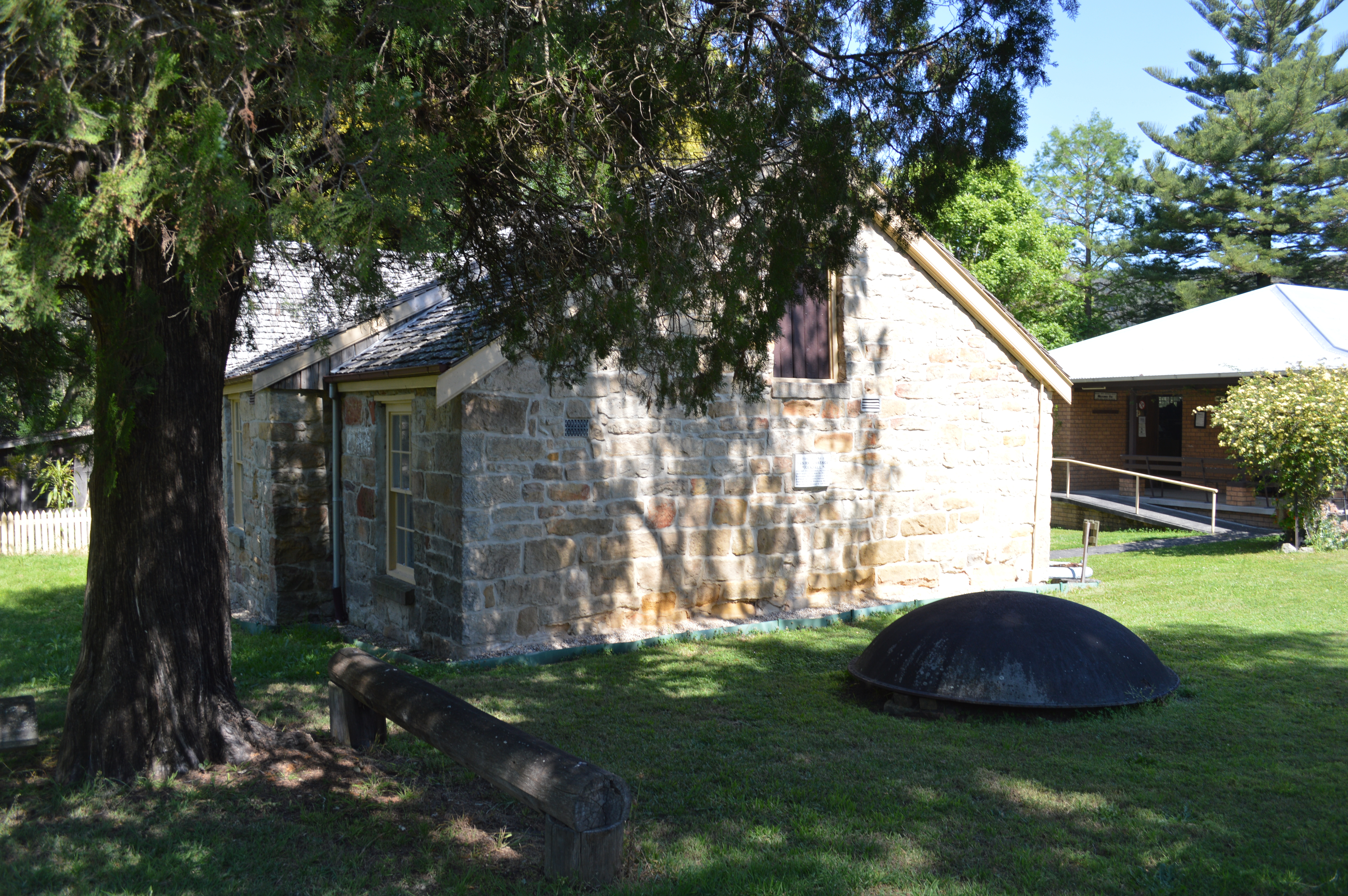
亨利·肯德尔小屋和历史博物馆，位于西戈斯福德

1887年，通往悉尼的北干线铁路竣工，需要一座横跨霍克斯伯里河的桥梁和一条穿过沃伊-沃伊以西砂岩山脊的隧道。1930年，这条交通线路和太平洋公路的引入加速了该地区的发展。
戈斯福德于1885年成为一个城镇，并于1886年被宣布为市镇。1947年，它被宣布为郡，1980年1月1日被宣布为城市。
曼恩街是戈斯福德中央商务区的脊梁，一直是人们争论的焦点，城市规划者有野心将戈斯福德打造成一个小型智能区域城市，有各种表演艺术中心计划，咖啡馆和餐馆的更多选择，新图书馆，与悉尼和纽卡斯尔的高速铁路连接，从戈斯福德医院、教育和研究区到曼恩街的更好的行人通道，以及在州和联邦选举中承诺的新的中央海岸大学。

## 地理

### 气候

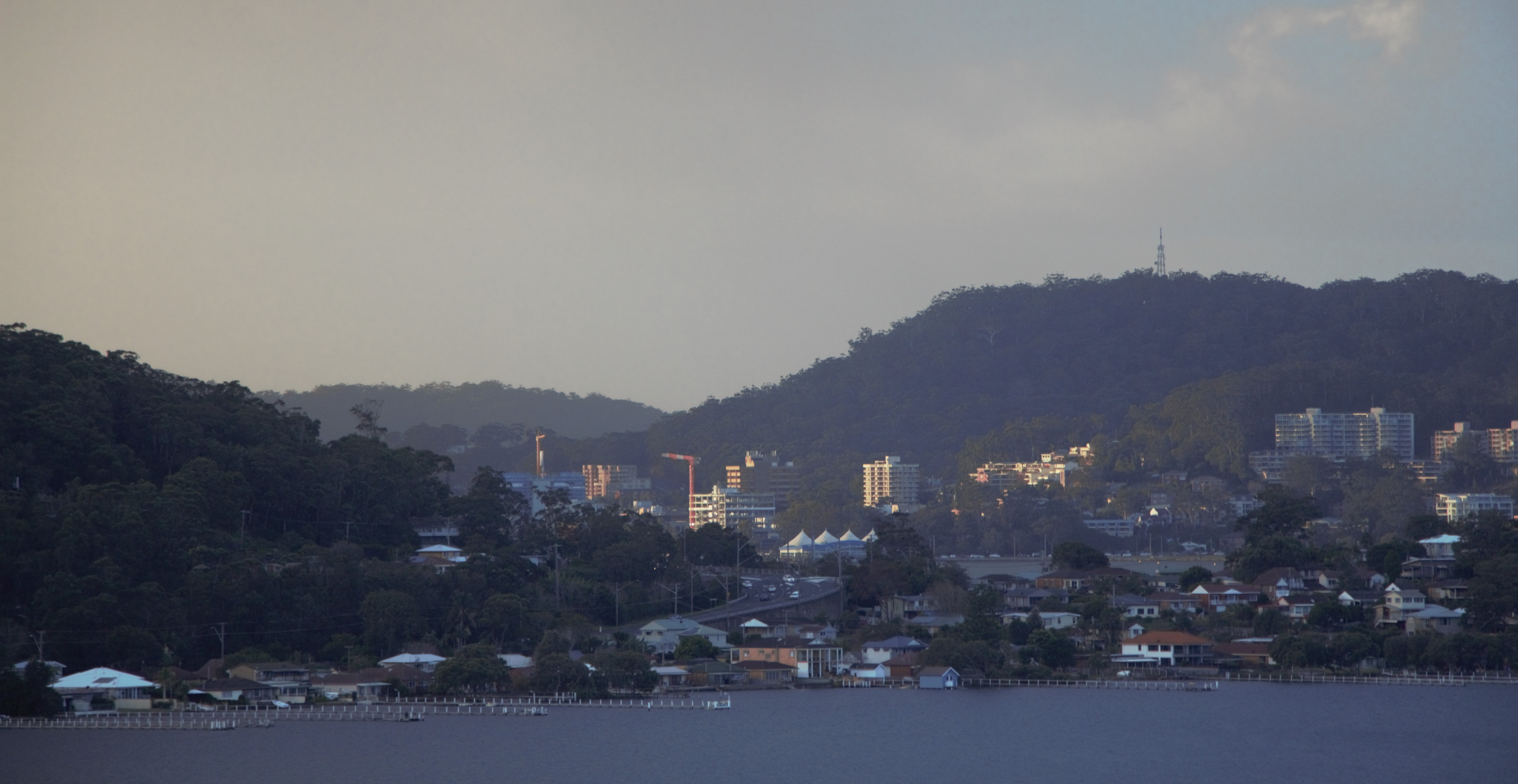
黄昏时分的戈斯福德

戈斯福德属于湿润的亚热带气候（柯本气候分类：Cfa），夏季温暖，冬季温和。夏季，白天的平均气温约为27-28°C，湿度较高，晚上约为17-18°C。冬季气候温和，夜间气温凉爽，白天气温温和至偶尔温暖，湿度较低。记录范围从2013年1月18日的最高44.8°C（113°F）到1970年7月16日的最低-4.2°C（24°F）。
平均降雨量为1314.3毫米，其中大部分在夏末和秋季。由于焚风效应，该市位于大分水岭的背风侧，因此冬末和早春的降雨不太常见。与附近其他地方相比，年降雨量相对较高的原因是海岸线的形状和方向，这使得戈斯福德（以及整个中央海岸地区）更容易受到南风降雨的影响。

### 中央商务区

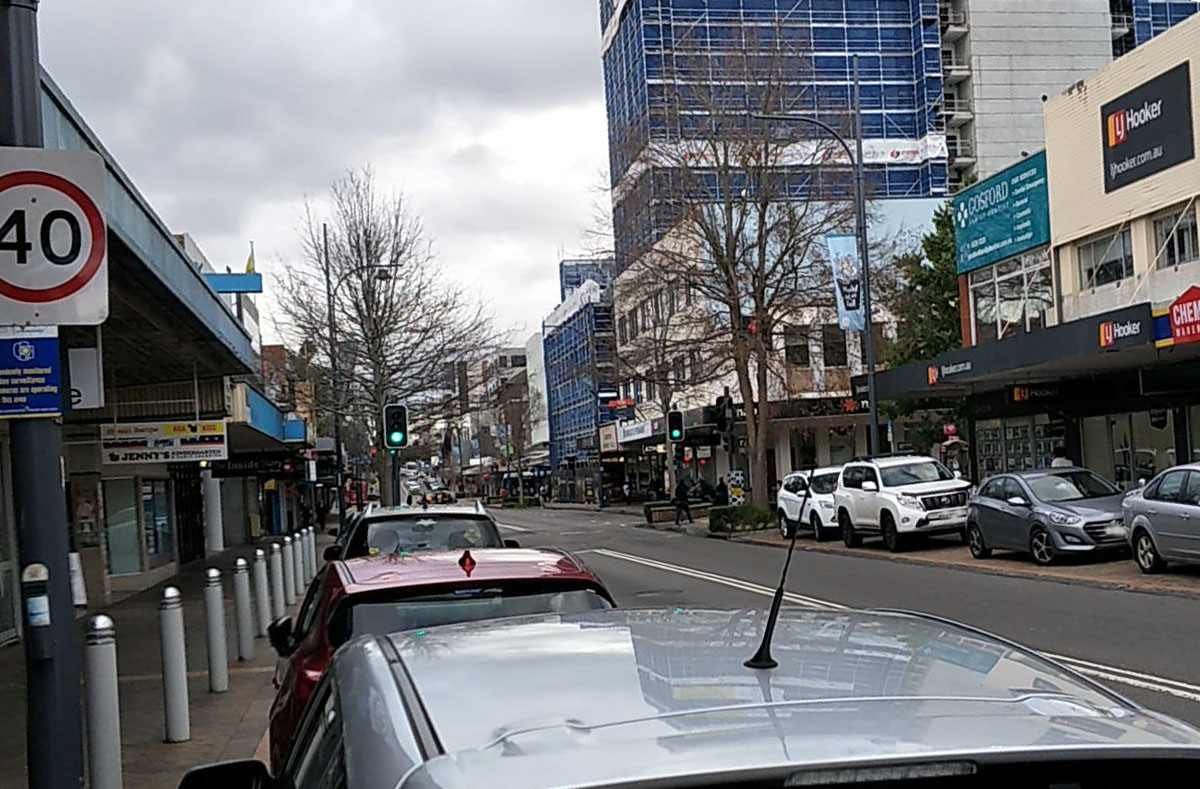
戈斯福德曼恩街的居住区和商务区发展，2018年

戈斯福德市区位于一个山谷中，该市西部边界有总统山，东部边界有鲁巴拉拉保护区，南部是布里斯班水域。曼恩街是戈斯福德的主要街道，也是太平洋公路的一部分，呈南北走向，包含了大部分临街商务区。
戈斯福德市中心是一个购物社区，包括基布尔公园、威廉街商场、戈斯福德市图书馆、帝国购物中心以及各种商店、咖啡馆、银行和其他服务。
在拆除了几座废弃建筑和几个基础设施投资项目之后，人们重新燃起了乐观情绪，包括2012年在该市中央商务区全面推出的国家宽带网络，以及2013年宣布的所谓Kibbleplex项目，该项目计划容纳新的地区图书馆、高等教育教学室和相关组织。

## 人口
截至2021年的人口普查，戈斯福德中央商务区有4,873人。58.1%的人出生在澳大利亚。其次最常见的出生国是印度5.0%，尼泊尔4.1%。64.0%的人在家只说英语。在家里说的其他语言包括尼泊尔语，占3.8%，普通话占3.3%。最常见的宗教回答是无宗教40.1%和天主教15.8%。
戈斯福德统计区涵盖了戈斯福德的整个城市和郊区，包括阿沃卡海滩、埃里纳、伊塔隆海滩、卡里翁、金昆巴、纳拉拉、特里格尔、沃伊-沃伊和怀俄明，2021年人口普查的人口为178,427人。

## 经济

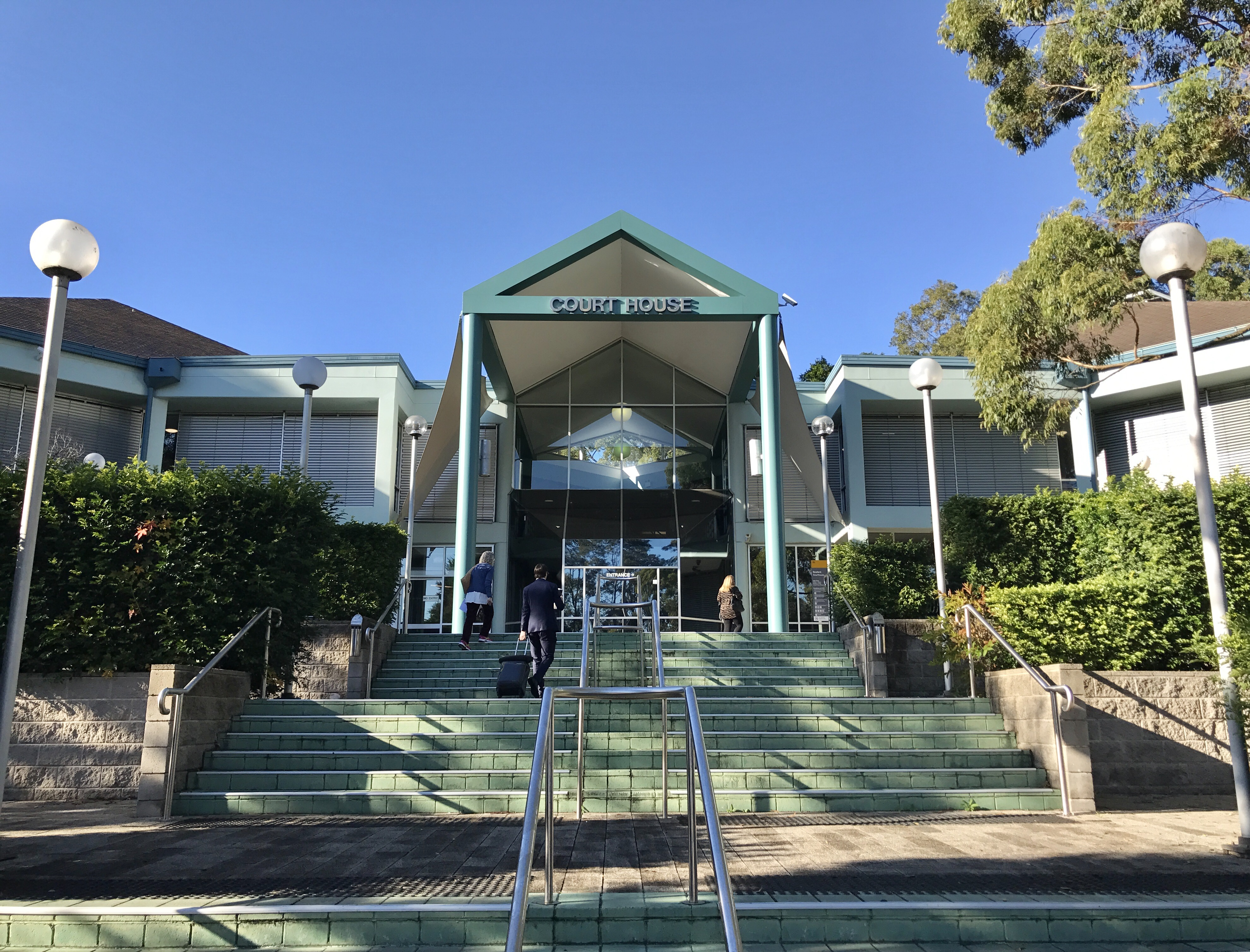
戈斯福德区域法院

戈斯福德位于埃里纳、西戈斯福德轻工业区和圣迈斯比之间的一条确定的业务增长走廊上。悉尼、中央海岸和猎人谷地区之间主要公路的连通性和铁路旅行时间是企业搬迁到该地区的关键问题。老年和个人护理和零售业是戈斯福德的主要雇主。
作为一个娱乐中心，曼恩街享有相对良好的公共交通连接，是中央海岸最受欢迎的酒吧和俱乐部之一，接近文化和体育赛事。
自1964年以来，东海岸游艇公司一直在西戈斯福德从事游艇和其他造船业务。

### 设施
戈斯福德拥有：

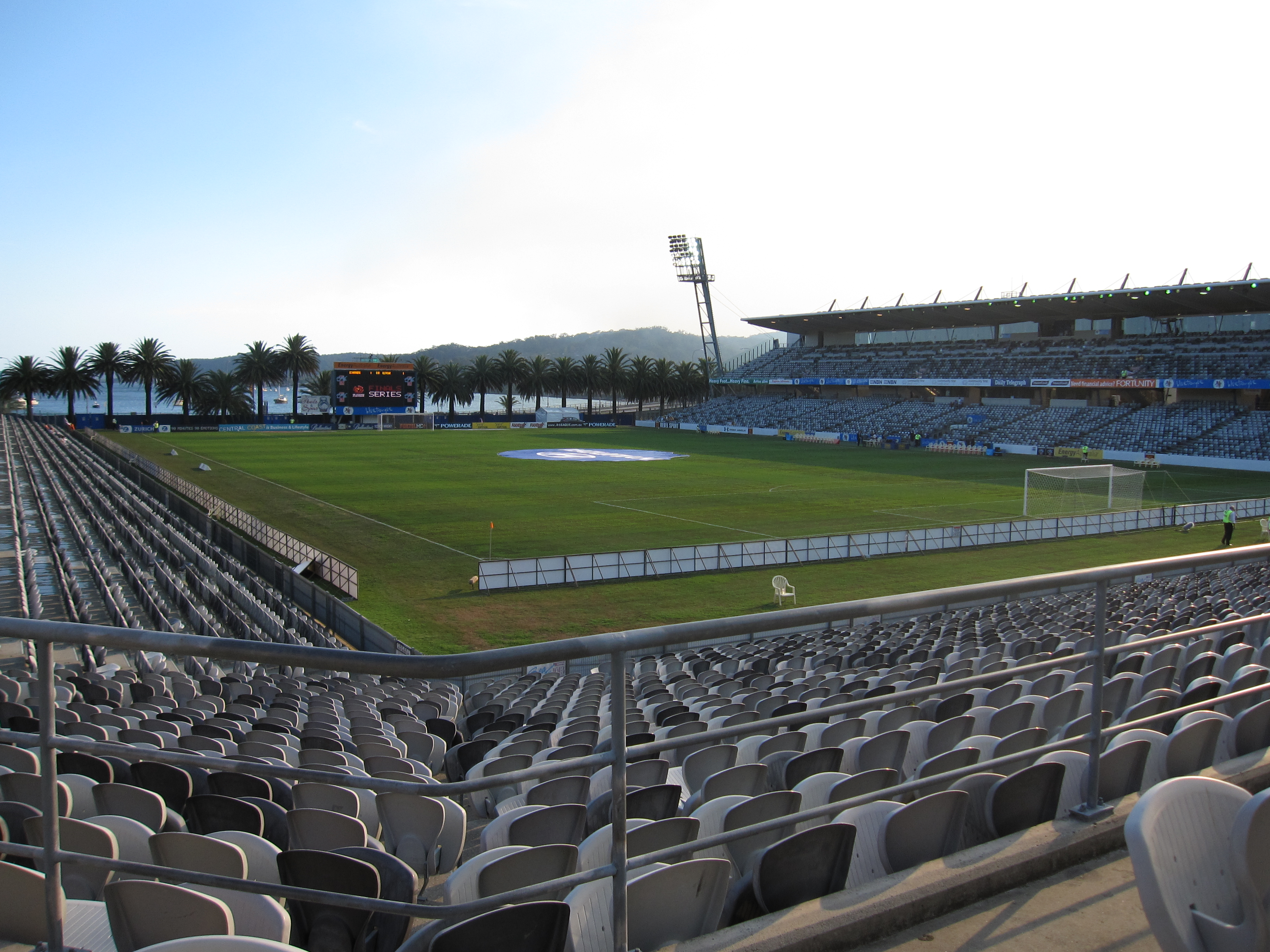
中岸球场

- 戈斯福德医院——新南威尔士州中央海岸最大的公立医院。
- 莱科克街社区剧院——中央海岸唯一的专业舞台拱门剧院。戈斯福德音乐协会的所在地，该协会实际上为剧院的建设提供了财政支持。
- 中央海岸音乐学院（位于原来的戈斯福德法院）
- 中央海岸体育场-最初是为NRL的北悉尼熊队建造的。从2000年成立到2002年解散，这片场地一直是失败的北方之鹰队的主场。[15]自2005年以来，它一直是中央海岸水手队足球俱乐部的主场。该场地曾短暂成为橄榄球联盟中央海岸射线的主场。
- 中央海岸联盟俱乐部是该地区最大的社区体育和社交俱乐部
- 娱乐场，前身为戈斯福德赛马场
- 戈斯福德展览场，由戈斯福德格力犬组织的格力犬比赛和沙地摩托车比赛场地。
- 新南威尔士州政府工作场所：健康与安全监管机构SafeWork NSW总部[16]
- 加文洛克椭圆形球场——戈斯福德城龙足球俱乐部的主场，该足球俱乐部与中央海岸足球队有关联。
- 戈斯福德地区画廊和戈斯福德/江户川纪念花园——纪念花园是一个日式庭园，由日本东京江户川区送给戈斯福德市议会居民。它们于1994年9月开放。戈斯福德地区画廊举办一年一度的戈斯福德艺术奖。之前入围决赛的艺术家包括杰弗里·普劳德、孔瓦伊·布莱克伍德和安娜·格林。

## 交通

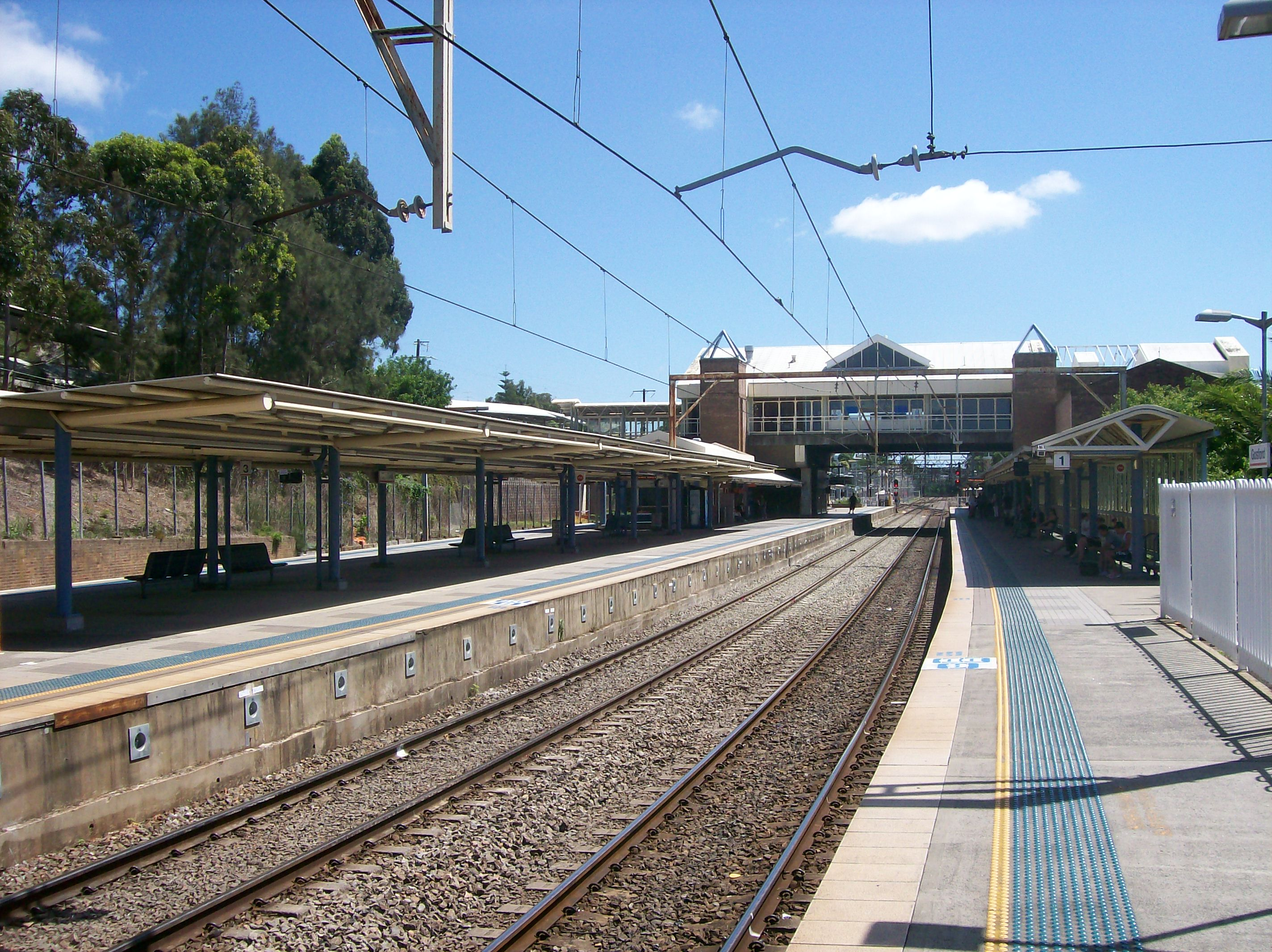
戈斯福德火车站

戈斯福德的巴士服务由Busways和Red Bus services运营。
中央海岸公路穿过戈斯福德的海滨地区，而其前身太平洋公路则通过中央商务区本身取了几个名字。
曼恩街包含通往戈斯福德的主要公共交通线路，包括戈斯福德火车站，新南威尔士州铁路服务每小时两次，在非高峰时段通往悉尼中央车站和纽卡斯尔交换点，早晚高峰时段的服务更为频繁。

## 教育
- 位于方斯街的戈斯福德公立学校和亨利·肯德尔高中
- 戈斯福德高中-中央海岸唯一一所学术选择性高中
- 戈斯福德圣菲利普基督教学院
- 圣若瑟天主教学院，东戈斯福德是一所全女子天主教学校
- 东戈斯福德圣爱德华学院是一所全男生天主教学校
- TAFE新南威尔士州
- 纽卡斯尔中央海岸大学临床学院

## 媒体

### 电视
戈斯福德提供所有主要的纯数字电视频道。他们广播的网络和频道如下：
- 七号电视网（前身为Prime7和Prime Television）、7two、7mate、7Bravo、7flix、七号电视网拥有和经营的频道。
- 九号电视网（NBN），9Go！，9Gem与9Life。九号电视网拥有和经营的频道。
- 十号电视网（WIN电视台）、10Bold和10Peach。十号电视网附属频道。
- ABC、ABC TV Plus、ABC Kids、ABC Me和澳大利亚广播公司旗下的ABC News。
- SBS、SBS Viceland、SBS World Movies、SBS WorldWatch、SBS Food和NITV，是特别广播服务公司的一部分。

在三大商业网络中：
- 七号电视网每周晚上6点在中央海岸播出半小时的当地Seven News公告。它由堪培拉的工作室与该市当地新闻编辑室的记者一起播出。
- 九号电视网NBN新闻，一个长达一小时的区域节目，包括中央海岸的选择性推出，每天晚上6点播出。它由纽卡斯尔的工作室与驻扎在该市当地新闻编辑室的记者一起播出。
- WIN电视台全天播出简短的当地新闻更新，从其卧龙岗工作室播出。

### 广播
- ABC中央海岸频道（FM92.5），演播室位于该市的唐纳森街。
- ABC新闻频道（FM98.1）
- Raw FM（FM88.0）
- HIT101.3中央海岸（FM101.3）
- Triple M中央海岸（FM107.7）
- Star104.5（FM104.5 ）
- Rhema FM中央海岸（FM94.9）
- Coast FM（FM96.3）
- Radio 5-O-Plus（FM93.3）

## 体育
从2000年到2002年，戈斯福德曾拥有国家橄榄球联赛的一支职业球队，即北方之鹰队。该俱乐部由之前前往戈斯福德的北悉尼熊队和曼利·沃林加海鹰队合并而成，在专门建造的中央海岸体育场进行主场比赛。然而，俱乐部执照于2003年归还给曼利，俱乐部解散。
中央海岸水手队职业足球俱乐部成立于2005年，参加了A-League。该俱乐部迄今为止赢得了两个冠军，最近一次是在2023年澳大利亚联赛男子总决赛中击败墨尔本城队。
在当地，戈斯福德是中央海岸分区橄榄球联盟的总部，该联盟在戈斯福德市中心拥有中央海岸联赛俱乐部。戈斯福德郊区目前有一个俱乐部，圣爱德华兹熊队，还有一个青少年俱乐部，戈斯福德卡里翁风暴队。风暴队最初也是一家成年俱乐部，由戈斯福德城里人/巨人和附近的卡里翁笑翠鸟合并而成。
中央海岸橄榄球联盟拥有八个一级俱乐部，是该州最强的当地橄榄球联盟比赛之一。
该市还拥有澳式足球和板球俱乐部，以及篮球队和无挡板篮球队。

## 名人
- 克雷格·安德森——澳洲棒球联盟悉尼蓝袜队投手
- 埃斯特尔·阿斯莫代尔——模特、舞蹈家和活动家。她被称为澳大利亚第一位合法的变性人
- 安德鲁·雷德梅尼，足球运动员（门将），效力于悉尼FC
- 辛迪-卢·拜利，前奥林匹克游泳运动员，聋人
- 布拉德曼·贝斯特，橄榄球运动员，效力于纽卡斯尔骑士
- 夏洛特·贝斯特，女演员，参演《聚散离合》
- 安东尼·比德尔，澳大利亚自动车和田径运动员，曾获得残奥会金牌
- 马特·伯克（Matt Burke）-前橄榄球联盟球员
- 阿兰·戴维森-前澳大利亚板球运动员
- 格兰特·邓内尔–澳大利亚电视和广播节目主持人，主要在十号电视网
- 比尔·顿克–职业高尔夫球手
- 马克·埃德蒙森（Mark Edmondson），前职业网球运动员，1976年澳大利亚网球公开赛冠军
- 大卫·菲尔莱-前橄榄球联盟前锋，现任中央海岸熊队教练
- 詹姆斯·格里森（James Gleeson）是澳大利亚最早、最知名的超现实主义画家之一，也是一位诗人和艺术评论家。他的家人住在纳拉拉
- 德斯·哈斯勒-前职业橄榄球联盟足球运动员，曼利瓦林加海鹰队前教练
- 尼科·海因斯–克罗纳拉-萨瑟兰鲨鱼队的橄榄球联盟球员
- 马特·伊库瓦卢–克罗纳拉-萨瑟兰鲨鱼队的橄榄球联盟球员
- 阿里松·麦康奈尔-在加拿大阿尔伯塔省淹死两个孩子的已定罪杀手[17]
- 茱莉亚·莫里斯-女演员和电视主持人
- 马特·奥尔福德（Matt Orford）-前NRL后卫
- 克里斯·佩恩–职业足球运动员，曾效力于悉尼联盟和班克斯敦城
- 罗恩·佩诺（Ron Peno）——澳大利亚朋克和20世纪80年代摇滚音乐家；Died Pretty乐队主唱
- 乔纳·佩泽特-橄榄球联盟墨尔本风暴（英语：Melbourne Storm）球员
- 特洛伊·佩泽特-前橄榄球联盟球员
- 萨姆·雷特福德（Sam Retford）——演员，因在英剧《阿克利桥》（Ackley Bridge）中饰演科里·威尔逊（Cory Wilson）而闻名
- 马克·斯凯夫–5次超级跑车冠军和6次巴瑟斯特1000冠军
- 伊桑·斯特兰奇-橄榄球联盟球员
- 马修·泽昂斯–欧洲PGA职业高尔夫球手（2003年至今），2011年圣奥梅尔公开赛冠军

## 友好城市
- 日本 东京都江户川区
- 斯洛伐克 尼特拉